# Scleria warmingiana
Scleria warmingiana är en halvgräsart som beskrevs av Johann Otto Boeckeler. Scleria warmingiana ingår i släktet Scleria och familjen halvgräs. Inga underarter finns listade i Catalogue of Life.